# Курода, Тацуо
Тацуо Курода (яп. 黒田 辰男（くろだ たつお), 22 июля 1902, Осака, Япония — 22 декабря 1992, Токио, Япония) — японский литературовед, филолог и переводчик. Профессор русского языка и литературы университета Васэда в Токио. 

## Биография
В 1925 году окончил университет «Васеда» в Токио, в котором потом работал заведующим кафедрой русской литературы. За популяризацию произведений писателей народов СССР награжден советским орденом «Знак Почета». 

## Творчество
Автор книг «История русской литературы» (1954), «Процесс развития русского символизма». Переводил на японский язык произведения С. Аксакова, М. Горького, А. Фадеева и других. 
Популяризатор творчества Тараса Шевченко. В 1961 и 1964 годах выступал на шевченковских вечерах в Токио, на Международном форуме деятелей культуры в Киеве. Редактор «Справочника лучших произведений мировой литературы» (1964), в 4-м томе которого приводятся обзор содержания «Кобзаря» С. Комацу. Опубликовал рецензию на первое издание сочинений Т. Шевченко японском языке «Как умру...» в «Читательской газете» (1964).